# Arbeitsmarktfern
Das Adjektiv arbeitsmarktfern bezeichnet einzelne Menschen oder Gruppen von Menschen, die im erwerbsfähigen Alter (in der Regel definiert als das Alter zwischen 15 und 64 Jahren) allenfalls sporadisch einer Erwerbstätigkeit auf dem allgemeinen Arbeitsmarkt nachgehen. Die meisten arbeitsmarktfernen Personen sind als „arbeitssuchend“ registriert und werden daher durch Arbeitsmarktstatistiken als Arbeitslose erfasst. Gelegentlich werden auch nicht mehr schulpflichtige Personen als arbeitsmarktfern bezeichnet, die sich nicht als „Arbeitssuchende“ haben registrieren lassen, obwohl sie einen Anspruch auf diesen Status hätten. Das trifft z. B. auf „inaktive NEETs“ zu.
Die Substantivierung Arbeitsmarktferne bezeichnet sowohl arbeitsmarktferne Personen (Singular: der/die Arbeitsmarktferne, ein Arbeitsmarktferner; Plural: die Arbeitsmarktfernen) als auch den Zustand bisher dauerhafter Distanz zum allgemeinen Arbeitsmarkt (ausschließlich die Arbeitsmarktferne im Singular).
Dass eine Person aktuell „arbeitsmarktfern“ ist, zeigt sich vor allem daran, dass es ihr bisher ohne oder trotz Hilfe (seit Längerem) nicht gelungen ist (wenn sie es versucht hat), langfristig auf dem ersten Arbeitsmarkt Fuß zu fassen, bzw. ihre Beschäftigungsfähigkeit in der Gegenwart lange nicht getestet hat.

## Arbeitsmarktfern, langzeitarbeitslos, „chronisch arbeitslos“
Es gibt große Überschneidungen zwischen den Bedeutungen der Begriffe „arbeitsmarktfern“ und „langzeitarbeitslos“. Die beiden Begriffe sind aber nicht synonym. Von Bedeutung ist z. B. die Frage, ob eine (kurzzeitige) Unterbrechung der Registrierung als Arbeitssuchender nach deren Beendigung zu einem Neubeginn der Zählung der Monate führt, die der Betreffende arbeitslos gewesen ist, und wie man Phasen der Inaktivität, die es nicht nur (s. o.) bei „NEETs“ gibt, kategorisiert und deren Länge misst.
Am ehesten entspricht die Bedeutung des Begriffs „arbeitsmarktfern“ der des Begriffs „chronisch arbeitslos“. Dieser berücksichtigt den Umstand, dass es Menschen gibt, die immer wieder zwischen Phasen der Arbeitslosigkeit, der Aufnahme von Gelegenheitsjobs, der amtlich nicht erfassten Inaktivität und der Teilnahme an Kursen hin- und herwechseln, ohne dauerhaft auf dem Arbeitsmarkt Fuß fassen zu können. Da die Definition hohe „Ansprüche an die Datenbasis [stellt], die aus Längsschnittangaben generiert werden muss“, gab es 2018 (vor der Verabschiedung des Teilhabechancengesetzes) in Deutschland nur relativ wenige Daten zur „chronischen Arbeitslosigkeit“.
Im Vergleich der Definitionen des Begriffs arbeitsmarktfern in verschiedenen europäischen Ländern stellt Regina Kohne-Seidl fest, dass der Begriff am häufigsten auf „Personengruppen mit zwei und mehr Jahren der Nichterwerbstätigkeit“ angewendet werde. Dieser Begriff schließt Phasen der Inaktivität ein, in denen bei Behörden keine arbeitsmarktrelevanten Daten über die betreffende Person aktenkundig wurden. Auffällig ist es laut Kohne-Seidl, dass in Deutschland Menschen ohne Arbeit großzügiger als anderswo das Merkmal „(noch) erwerbsfähig“ zuerkannt werde. In anderen Ländern würden Menschen, die (vor allem auf Grund von Krankheit oder Behinderung) Leistungsschwächen aufwiesen, schneller als in Deutschland aus der Menge der „Arbeitssuchenden“ ausgegliedert; auf diese Weise per Definition ausgegliederte Personen erschienen außerhalb Deutschlands oft nicht als Teil der Menge „arbeitsmarktferner Personen“.
Wichtig ist es laut Kohne-Seidl auch, die Kategorien „Langzeitarbeitslosigkeit“ und „Langzeitleistungsbezug“ nicht gleichzusetzen. So erhalte z. B. ein geringverdienender Erwerbstätiger oftmals Aufstockungszahlungen und erscheine in der Statistik als Leistungsbezieher, obwohl er nicht arbeitslos und auch nicht „arbeitsmarktfern“ sei. Er teilt allerdings mit einer „arbeitsmarktfernen Person“ das niedrige Einkommensniveau.
Matthias Knuth und Thomas Tenambergen forderten im September 2015 griffige, für Gesetzgebung und Verwaltung besser handhabbare „Indikatoren für Arbeitsmarktferne“:
- Vorrangig müsse die Länge des Leistungsbezugs sein (unter Berücksichtigung von Unterbrechungen, die längstens 31 Tage angedauert haben).
- Bei der Verwendung der Kategorie „Leistungsbezieher“ müssten erwerbstätige „Aufstocker“ unberücksichtigt bleiben.
- Es müsse ein Mindestalter für die Aufnahme in Programme für arbeitsmarktferne Personen geben.
- Für die vergangenen sechs Monate müssten „verstärkte Vermittlungsbemühungen“ nachgewiesen werden, damit ausgeschlossen werden könne, dass „Langzeit-Leistungsbezug lediglich durch mangelnde Aktivierung entstanden“ sei.[5]

Die Autoren vermeiden den Rückgriff auf den Begriff „Langzeitarbeitslosigkeit“ deshalb, weil ihrer Ansicht nach der Oberbegriff „Arbeitslosigkeit“ eine Kategorie darstelle, die den Geist der Arbeitsverwaltung ausdrücke. So definiere § 16 Abs. 1 Nr. 1 SGB III Arbeitslose als Personen, die „vorübergehend“ nicht in einem Beschäftigungsverhältnis stehen. Die in jüngerer Zeit erfolgte Platzierung von Instrumenten der geförderten Beschäftigung ausschließlich im Rechtskreis des SGB II signalisiere aber, dass im Fall der „arbeitsmarktfernen Personen“ der Zusatz „vorübergehend“ nicht in jedem Fall angebracht sei. Abs. 2 des § 16 SGB III lautet (Stand: März 2023): „An Maßnahmen der aktiven Arbeitsmarktpolitik Teilnehmende gelten als nicht arbeitslos.“ Seit den Hartz-Reformen in Deutschland sei es eher angemessen, lange Zeiten der Nicht-Erwerbstätigkeit in Kategorien des Sozialrechts zu beschreiben als in Kategorien des Arbeitsrechts. „Arbeitsmarktferne“ sei primär eine Kategorie des Sozialrechts, erkennbar an der Einordnung Betroffener in das System der Grundsicherungen (hier: der Grundsicherung für Arbeitssuchende) vor Beginn von Fördermaßnahmen.

## Umgang mit dem Begriff „Arbeitsmarktferne“ durch staatliche Institutionen

### Deutschland
Im Allgemeinen wird im deutschsprachigen Raum der Begriff arbeitsmarkfern nur auf Menschen angewendet, die als „erwerbsfähig“ gelten. Dieser Sachverhalt ist am ehesten an der Verwendung des Begriffs in den Paragraphen § 16e und § 16i des Zweiten Buches des deutschen Sozialgesetzbuches (SGB II) und der Sekundärliteratur über diese Paragraphen erkennbar, wo zwar erwerbsfähige Menschen mit und ohne Behinderung ungefähr gleich behandelt werden, wo aber erwerbsunfähige Menschen nicht mitgemeint sind. In Deutschland gelten im amtlichen Sprachgebrauch alle Personen nicht als arbeitsmarktfern, die nicht den Status eines Arbeitssuchenden erwerben können und deshalb nicht in der Arbeitslosenversicherung pflichtversichert sind. Das trifft auch dann zu, wenn sie ansonsten einer sozialversicherungspflichtigen Arbeit nachgehen. Von vornherein nicht als arbeitsmarktfern werden konkret deshalb als „werkstattbedürftig“ eingeordnete Menschen, aber auch solche Menschen definiert, die an der Maßnahme „Unterstützte Beschäftigung“ (§ 55 SGB IX) teilnehmen oder die als „Teilnehmer/innen an anderen Maßnahmen der Berufsvorbereitung in die Renten-, Kranken-, Pflege- und Unfallversicherung einbezogen sind“ und „deren Leistungsfähigkeit an der Grenze zur Werkstattbedürftigkeit liegt“. Bei ihnen soll „durch die Maßnahme gerade geklärt werden […], ob sie auf dem allgemeinen Arbeitsmarkt erwerbstätig sein können“.
Eine Ausnahme im Sprachgebrauch machen die Wissenschaftlichen Dienste des Deutschen Bundestags. In einer Beschreibung von „Werkstätten für behinderte Menschen in ausgewählten EU-Staaten, USA und Kanada“ sprechen die Dienste davon, dass „Großbritannien […] einen völlig anderen Weg zur Integration von arbeitsmarktfernen Leistungsbeziehern als die anderen Vergleichsländer“ verfolge. Mit „arbeitmarktfernen Leistungsbeziehern“ sind im Kontext der Analyse vor allem Menschen gemeint, die in Deutschland und anderen Ländern überwiegend in einer Werkstatt für behinderte Menschen beschäftigt wären. Die geplante „nachhaltige Arbeitsmarktintegration behinderter Menschen“ im Vereinigten Königreich geht mit dem Risiko einher, dass dort alle im ersten Arbeitsmarkt untergekommenen ehemaligen Beschäftigten in einem Inklusionsbetrieb arbeitslos werden können. Personen mit einem hohen Unterstützungsbedarf hätten „in Großbritannien häufig gar keinen Zugang zur Teilhabe am Arbeitsleben“.
Im Jahr 2013 stellte das Institut für Bildungs- und Sozialpolitik (IBUS) der Hochschule Koblenz fest, dass seinerzeit in Deutschland „435.000 Menschen in Deutschland nahezu chancenlos am Arbeitsmarkt“ gewesen seien. „Es bleibt ein Kreis von Arbeitslosen, die so ‚arbeitsmarktfern‘ sind, dass sie kaum Perspektiven auf einen regulären Arbeitsplatz haben.“ Diese Menschen seien die „Zielgruppe für öffentlich geförderte Beschäftigung“.
Die Idee, dass Langzeitarbeitslose einer besonderen Förderung bedürften, nahm in der zweiten Hälfte der 2010er Jahre Gestalt an. Hintergrund war der Umstand, dass die Zahl der Langzeitarbeitslosen in Deutschland in diesem Zeitraum konstant über einer Million lag, während die Zahl der Kurzzeitarbeitslosen stetig abnahm. Langzeitarbeitslose gerieten daher stärker in den arbeitsmarktpolitischen Fokus.
Zum 1. Januar 2019 trat in Deutschland das Teilhabechancengesetz in Kraft. Das Gesetz regelt zwei neue Formen der Arbeitsförderung nach dem SGB II, und zwar die „Eingliederung von Langzeitarbeitslosen“ (§ 16e SGB II) und die „Teilhabe am Arbeitsmarkt“ (§ 16i SGB II). Das Teilhabechancengesetz berücksichtigt den Umstand, dass mit zunehmender Dauer der Arbeitslosigkeit eines Menschen die Gefahr zunimmt, dass er „arbeitsmarktfern“ wird. Möglicherweise ist er es bei Antragstellung bereits, und zwar schlimmstenfalls seit der ersten Registrierung als Arbeitssuchender. Ein Symptom der „Arbeitsmarktferne“ besteht darin, dass Bemühungen, die Arbeitslosigkeit zu beenden, vor allem in Form von Beschäftigungsverhältnissen mit kurzer Dauer oder der Teilnahme an Maßnahmen der Arbeitsförderung, mittel- bis langfristig nicht erfolgreich sind. Diesem Umstand trägt die Berücksichtigung von Unterbrechungszeiten in § 16i SGB II Rechnung. Von Bedeutung ist hier die Verwendung der Formulierung „nicht erwerbstätig“ im Gegensatz zu der Formulierung „arbeitslos“ in § 16e SGB.
§ 16e SGB II richtet sich an arbeitsmarktferne Langzeitarbeitslose, die trotz vermittlerischer Unterstützung und unter Einbeziehung der übrigen Eingliederungsleistungen nach dem SGB II seit mindestens zwei Jahren arbeitslos sind und besondere Unterstützung bei der Eingliederung in den Arbeitsmarkt benötigen. Als „sehr arbeitsmarktfern“ gelten gemäß § 16i SGB II Menschen, die sechs Jahre lang innerhalb der vergangenen sieben Jahre keiner Erwerbstätigkeit nachgingen. Entsprechend eingestufte Personen können damit rechnen, dass ein Arbeitgeber, der sie einstellt, einen erheblichen Lohnkostenzuschuss für ihren Einsatz erhalten wird. Ob ein Mensch als „sehr arbeitsmarktfern“ gelten soll, entscheidet das zuständige Jobcenter „unter Berücksichtigung der Umstände des Einzelfalls“. In aller Regel ist aber davon auszugehen, dass die lange Zeit der Arbeitslosigkeit für sich schon „ein signifikantes Vermittlungshemmnis darstellt“ und zumeist „mit weiteren Vermittlungshemmnissen wie gesundheitlichen Einschränkungen, Qualifikationsdefiziten oder höhere[m] Alter einhergeht.“
Auf einem Treffen von Sprechern der Bundestagsfraktionen der Parteien SPD, CDU/CSU und Bündnis 90/Die Grünen mit Praktikern in Werkstätten für behinderte Menschen und Inklusionsbetrieben zum Thema „Neufassung der Werkstattgesetzgebung steht bevor – was ist zu erwarten?“ am 15. März 2023 vertrat Wolfram Giese (CDU) die These, Werkstätten dürften nicht zu arbeitsmarktnah werden, „weil man dann notwendigerweise bestimmte Privilegien, Beispiel Kündigungsschutz, Beispiel Rentenprivileg, diese Schutzmechanismen runterfahren würde und bestimmten Menschen in der Werkstatt nicht gerecht würde. Das ist ein Zweispalt [sic!], den man im Auge haben muss.“ Das Wunsch- und Wahlrecht im Neunten Buch Sozialgesetzbuch gebiete es, den Wunsch von Menschen, in ihrer WfbM zu verbleiben, ernst zu nehmen.

### Österreich
In Österreich zählt gemäß einer Definition des Arbeitsmarktservices (AMS) aus dem Jahr 2015 eine Person als „arbeitsmarktfern,“ die „im Jahresabstand (in den letzten 12 Monaten) nicht mehr als zwei Monate (≤62 Tage) in Standardbeschäftigung und zumindest vier Monate (≥120 Tage) arbeitslos vorgemerkt war.“ In seiner im April 2016 veröffentlichten Studie definiert das „Österreichische Institut für Wirtschaftsforschung (WIFO)“ einen Menschen als „arbeitsmarktfern“, der „im betrachteten Kalenderjahr nicht mehr als zwei Monate in Standardbeschäftigung (unselbständige Beschäftigung über der Geringfügigkeitsgrenze, exklusive freien Dienstverträgen) und zumindest vier Monate arbeitslos vorgemerkt war.“ 121.113 Personen waren in den Jahren 2008–2012 insgesamt mehr als 2,5 Jahre und zumindest einmal länger als 183 Tage am Stück arbeitslos. Vor allem diese (vom WIPO „längerfristig arbeitsmarktferne Personen“ genannte) Subgruppe wurde von dem Institut näher untersucht. Demnach sind in Österreich unter den „(längerfristig) arbeitsmarktfernen Personen […] überproportional häufig […] ältere Arbeitskräfte, Personen mit gesundheitlichen Einschränkungen, Geringqualifizierte und Frauen mit Kindern“ zu finden. Diesem Typus gehörten 2012 46,8 % aller Arbeitslosen in Österreich an.

### Schweiz
Als Risikogruppen im Hinblick auf ihre Vermittelbarkeit auf dem Arbeitsmarkt gelten in der Schweiz „Personen mit ausländischer Staatsangehörigkeit und Personen, die eine Scheidung hinter sich haben,“ sowie „Personen ohne nachobligatorische Ausbildung“. Im Jahr 2023 wird allerdings dem Thema Arbeitsmarktferne angesichts einer für Arbeitnehmer sehr guten Arbeitsmarktlage
kaum Aufmerksamkeit geschenkt. Es gibt in der Schweiz sogar einen Mangel an Personen, die bereit sind, als gering qualifizierte Hilfskräfte tätig zu werden.

## Ursachen von Arbeitsmarktferne
Isabell Klingert und Julia Lehnhart bewerten die Eingliederung von Langzeitarbeitslosen in den Arbeitsmarkt als „besonders schwierig. […] Oftmals liegen mehrere Vermittlungshemmnisse vor, die sich zum Teil bedingen, sich mit der Dauer der Arbeitslosigkeit verschärfen und einer Beschäftigungsaufnahme auf dem ersten Arbeitsmarkt im Weg stehen. Diese reichen von gesundheitlichen Einschränkungen über qualifikationsmindernde Vermittlungsangebote oder mangelnde Qualifikationen, Flexibilität und Motivation bis hin zu Betreuungspflichten von Familienmitgliedern. Mit jedem zusätzlichen Vermittlungshemmnis halbiert sich die Wahrscheinlichkeit einer Arbeitsmarktintegration und entsprechend erhöht sich das Risiko der Langzeitarbeitslosigkeit. Außerdem verringert sich mit zunehmender Arbeitslosigkeitsdauer die Chance auf soziale Teilhabe. Dadurch werden einfache soziale Kompetenzen und Verhalten verlernt. Ein darauf folgender Versuch einer Arbeitsmarktintegration benötigt dann viel Zeit für die Beratung und eine Vielzahl individueller Maßnahmen“. Bei einigen „arbeitsmarktfernen“ Personen besteht laut Isabell Klingert und Julia Lehnhart das Hauptproblem darin, dass es intensiver Gespräche bedürfe, um die Hauptursache für die lange Dauer der Arbeitslosigkeit herauszufinden. Erst danach sei es in solchen Fällen möglich, diese Ursache Schritt für Schritt zu bearbeiten. Eine „hohe Kontaktdichte“ sei eine Voraussetzung für den Erfolg der Bemühungen, eine Beschäftigungsfähigkeit (wieder)herzustellen.
Im Jahr 2021 beschrieb das Institut für Arbeitsmarkt- und Berufsforschung das Verfahren der Auswahl von Teilnehmern an Projekten auf der Grundlage des § 16i SGB II. In der Praxis gebe es nicht genügend finanzielle Mittel, um allen „sehr arbeitsmarktfernen Personen“ eine intensive Betreuung zukommen zu lassen. In die engere Auswahl durch das für sie zuständige Jobcenter gelangen in der Regel Personen, die „motiviert sind und arbeiten können“. Stark gefährdet sei der Erfolg einer Aufnahme in das Projekt durch Personen mit „gesundheitlichen Einschränkungen, physisch wie psychisch. […] Zu stark seien entweder die physischen Einschränkungen oder die psychischen Barrieren[,] in einem normalen – selbst in einem geförderten – Beschäftigungsverhältnis regelmäßig zu arbeiten. Berichtet werden […] vor allem verhaltensbezogene Normen, die Barrieren darstellen können: Hygiene, Pünktlichkeit, eigene Interpretationen von Freiwilligkeit (‚ich mache das freiwillig, also kann ich kommen wann ich will,‘), soziale Kompetenzen im Umgang mit Kolleginnen und Kollegen sowie Vorgesetzten sowie die oft unzulängliche Frustrationssteuerung.“ Wichtig für die Erfolgsprognose sei auch die Sichtweise von Arbeitgebern: „Den meisten Arbeitgeberinnen und Arbeitgeber[n] [komme] es, da es sich primär um Helfertätigkeiten [handele], […] auf die Motivation und Zuverlässigkeit an, nicht auf die Qualifikation.“ Nur in einigen Jobcentern stünden Bedarfsgemeinschaften mit Kindern, Alleinerziehende oder Schwerbehinderte auf der Agenda. Für diese Gruppen gebe es teilweise spezielle Projekte. Das größte Problem für Jobcenter sei es, in der Menge der als „sehr arbeitsmarktfern“ Geltenden genug hinreichend gesunde und motivierte Menschen zu finden.
Der Deutsche Caritasverband relativierte 2015 die Unterstellung, dass der mangelnde Erfolg auf dem allgemeinen Arbeitsmarkt vor allem durch Eigenschaften der betroffenen Personen bedingt sei. Dass als „defizitär“ bewertete Menschen keine Arbeit fänden, liege, so der Deutsche Caritas-Verband, daran, dass „der Arbeitsmarkt […] sich gerne auf leistungsfähige und qualifizierte Kräfte, die eine hohe Produktivität versprechen, konzentriert. Insofern liegt bei der Beschäftigungslosigkeit vielleicht nicht nur millionenfach ein individuelles Problem der Betroffenen vor, sondern ein gesellschaftliches.“
Die IAB-Forschergruppe um Frank Bauer unternimmt in dem oben zitierten „Zwischenbericht“ den Versuch, die „Makroebene“ einzubeziehen, d. h. wirtschaftshistorische Vorgänge, die bei vielen von „Arbeitsmarktferne“ Betroffenen eine entscheidende Rolle spielen, weist aber darauf hin, dass sie mit diesem Verfahren wissenschaftliches Neuland betreten hat. Die im Folgenden vorgestellte Einteilung der Teilnehmer an Projekten im Kontext der §§ 16e und 16i SGB IX durch die Forschergruppe hat weiterhin – auch das betonen die Autoren – die Schwächen, dass die Teilnehmer nicht nach ihrem Gesundheitszustand befragt wurden und dass Motivationsprobleme komplexer Natur sind.
Die Autoren teilen die Projektteilnehmer in sechs Haupttypen ein:
- Typ 1: „Ostdeutsche ‚Verlierer‘ der deutschen Wiedervereinigung“ (infolge von umfangreichen Betriebsschließungen und Umstrukturierungen).
- Typ 2: „Westdeutsche ‚Verlierer‘ des Strukturwandels“ als Folge des wirtschaftlichen und technologischen Wandels (in Form von flächendeckenden Maßnahmen zur Rationalisierung und Tertiarisierung des Arbeitslebens).
- Typ 3 nimmt eine gewisse Sonderstellung ein. Die Durchschnittsalter sind ähnlich wie bei Typ 1 und Typ 2, aber die Teilnehmer des Typs 3 weisen deutlich höhere Frauen- und Migrantenanteile sowie eine wesentlich geringere Häufigkeit beruflicher Abschlüsse auf. In Typ 3 mischen sich die Merkmale der älteren „Verlierer“ des Strukturwandels in Ost und West mit migrationsspezifischen, frauenspezifischen und bildungsbezogenen Hemmnissen der Erwerbsintegration.
- Typ 4: Jüngere, überwiegend bildungsbenachteiligte, arbeitsmarktferne, alleinstehende Männer.
- Typ 5: Menschen mit migrationsspezifischen Arbeitsmarktrisiken.
- Typ 6: Frauen mit frauenspezifischen Arbeitsmarktrisiken.[27]

Einige Kriterien der Einteilung in „Typen“ sind auch auf andere Staaten übertragbar, sogar die Typ 2 kennzeichnenden Merkmale, da ähnliche Prozesse in allen westlichen Industriestaaten zu beobachtbar waren bzw. noch zu beobachten sind. Dies trifft nicht auf Typ 1 zu. Dort beobachtbare Prozesse fallen allerdings zu einem großen Teil in die Kategorie Postkommunismus und sind auch in anderen postkommunistischen Staaten nachweisbar.

## Strategien zur Überwindung unfreiwilliger Arbeitsmarktferne
Im Jahr 2006 stellte die Europäische Kommission fest, dass „die Armutsbekämpfung und die Eingliederung von aus dem Arbeitsmarkt ausgegrenzten Menschen nach wie vor eine große Herausforderung für die erweiterte Europäische Union“ darstelle. Die meisten Mitgliedstaaten verfügten über umfassende Sozialschutzsysteme und hätten Aktivierungsmaßnahmen zur Wiedereingliederung ausgegrenzter Menschen in den Arbeitsmarkt ergriffen. Dennoch habe immer noch ein nennenswerter „harter Kern“ von Menschen geringe Chancen auf einen Arbeitsplatz und sei deshalb stark von Armut und sozialer Ausgrenzung bedroht. Für arbeitsmarktferne Gruppen können der EU-Kommission zufolge Mindesteinkommensregelungen den einzigen Schutz vor extremer Armut darstellen.
Im Jahr 2015 bewertete der Deutsche Caritasverband den Erfolg der Bemühungen deutscher Politiker um eine Senkung der Arbeitslosenzahlen in Deutschland: „Im Rahmen der Hartz-Reformen wurde die Arbeitslosigkeit als individuelles Problem des Betroffenen erörtert. Er sollte deshalb gefordert und gefördert werden. Die Reform war mit Blick auf den Arbeitsmarkt belebend und kann als insgesamt erfolgreich betrachtet werden. Die Arbeitslosenzahlen sind gesunken, die Beschäftigtenzahlen gestiegen. Für die arbeitsmarktfernen Menschen, bei denen das Fordern und Fördern in den vergangenen zehn Jahren nicht gewirkt hat, stellt sich allerdings die Frage des richtigen weiteren Umgangs - insbesondere, weil ein beachtlicher Teil von ihnen seit 2005 nicht aus der Hilfebedürftigkeit herausfinden konnte. 
Wenn wir als Gesellschaft nicht weiterhin davon ausgehen, dass die Betroffenen es sich selbst zuzuschreiben haben, dass sie nicht auf dem Arbeitsmarkt Fuß fassen, müssen wir darüber nachdenken, wie wir künftig handeln wollen. Eine Antwort könnte das Werben für mehr sozialpolitische Verantwortung sein. Überall, wo es möglich ist, sollten auch Arbeitsmarktferne eine Chance bekommen.“
Auch die Frage, wie Jobcenter den Appell interpretieren, „Arbeitsmarktferne“ sollten „eine Chance bekommen“, wird von der IAB-Forschergruppe um Frank Bauer beantwortet. Die Forscher identifizierten zwei Methoden, dem Inklusionsauftrag der §§ 16e und 16i SGB IX nachzukommen. Dem ersten Typus gaben sie den „Namen“ Jobcenter „Integration in den ersten Arbeitsmarkt“, dem zweiten Typus den Namen Jobcenter „Soziale Teilhabe“. 

Der erste Jobcenter-Typ folge dem Motto: „Wir gehen nicht auf einen zweiten, dritten oder vierten Arbeitsmarkt, sondern suchen da, wo es hingehört.“ Motivierend wirkten demnach: „Teilhabe am Arbeitsprozess, am kollegialen Umfeld, eigenes Geld verdienen, selbstbestimmtes Leben, das ist der Begriff der Teilhabe.“ Verfechter der Idee, dass erst Integration in ungeförderte Beschäftigung wirkliche Teilhabe schafft, betrachten die „Teilhabe am Arbeitsmarkt“ als Brückeninstrument der Integration. 

Das Motto des Jobcenters „Soziale Teilhabe“ laute: „Jeder sollte eine Chance bekommen, wichtig war, dass er will.“ „Teilhabe“ bedeute, dass die Geförderten „aus der Isolation der Arbeitslosigkeit rauskommen“, was bereits durch die Förderung selbst gelingen könne. Vertreter dieses Verständnisses „bewegten […] sich eher im politisch-wissenschaftlichen Diskurs eines sozialpolitisch motivierten sozialen Arbeitsmarktes.“